# Solomon Okoronkwo
Solomon Ndubisi Okoronkwo (Enugu, 1987. március 2. –) nigériai válogatott labdarúgó.

## Mérkőzései a nigériai válogatottban
| #  | Dátum               | Ellenfél  | Eredmény | Kiírás              | Esemény |
| -- | ------------------- | --------- | -------- | ------------------- | ------- |
| 1. | 2008. november 19.  | Kolumbia  | 0 – 1    | barátságos mérkőzés | 62'     |
| 2. | 2010. augusztus 11. | Dél-Korea | 1 – 2    | barátságos mérkőzés | 59'     |
| 3. | 2011. március 29.   | Kenya     | 2 – 0    | barátságos mérkőzés | 46'     |

## Sikerei, díjai
Aalesunds FK:
- Norvég labdarúgókupa: 2010–2011

Nigéria Olimpia:
- Olimpia ezüstérmes: 2008